# Васильєв Микита Валерійович
Микита Валерійович Васильєв (рос. Никита Валерьевич Васильев; нар. 22 березня 1992, Псков, Росія) — російський футболіст, півзахисник, тренер.

## Клубна кар'єра
У 2009 році закінчив школу-інтернат «Спартак» (Москва). З 2010 року виступав за молодіжний склад «Ростова». Дебютував у чемпіонаті Росії у 15 турі, 22 червня 2011 року у грі проти «Томі», в якій на 67-й хвилині вийшов замість Олексія Ребка. У лютому 2012 року перейшов в оренду до новоросійського «Чорноморця».
26 липня 2013 року перейшов у річну оренду до московського «Торпедо».
20 лютого 2016 року став гравцем «Зеніта-Іжевськ».
У липні 2016 року перебував на перегляді в гродненському «Німані», але до підписання контракту справа не дійшла.

## Кар'єра в збірній
У січні 2012 року в складі молодіжної збірної Росії виграв Кубок Співдружності. Змушений був пропустити фінальний матч проти молодіжної збірної Білорусі через два попередження, які отримав у матчах плей-оф проти Молдови та Латвії. Його гол у ворота латвійців став переможним і вивів росіян у фінал турніру, але жовта картка, отримана на першій хвилині доданого арбітром часу, не дозволила хавбеку зіграти в головному матчі турніру. Однак це не завадило Васильєву стати найкращим півзахисником турніру.
31 травня 2013 року потрапив до розширеного списку студентської збірної Росії для участі у Всесвітній Універсіаді в Казані, 23 червня включений до остаточного списку гравців.

## Досягнення
- Кубок Співдружності
  -  Володар (1): 2012